# Movimento Mussar
O movimento Mussar (algumas vezes grafado Movimento Musar) é um movimento judaico, ético, educacional e cultural que se desenvolveu no século XIX, na Lituânia, principalmente entre os Judeus Ortodoxos Lituanos. O termo hebraico Musar (מוּסַר), é oriundo do livro de Provérbios 1:2 significando conduta moral, instrução ou disciplina. O termo foi usado pela movimento mussar para referir-se aos esforços por mais ética e disciplina espiritual. O movimento mussar fez contribuições significativas para a literatura musar e ética judaica.

## Origem
O movimento mussar surgiu entre os judeus ortodoxos não-hasídicos lituanos como uma resposta às mudanças sociais trazidas pelo Iluminismo e o correspondente movimento Haskalah entre muitos judeus europeus. Neste período da história do antissemitismo, a assimilação de muitos judeus pelo Cristianismo e as pobres condições de vida de muitos judeus na Zona de Assentamento russa causou graves tensões e decepção. Muitas instituições de judeus lituanos estavam começando a quebrar. Os religiosos judeus temiam que seu modo de vida fosse se esvaindo, a observância da lei e costumes judaicos tradicionais estava em declínio, e mesmo aqueles que permaneceram fiéis à tradição, estavam perdendo sua conexão emocional com seu significado interior e núcleo ético.

## Líderes Iniciais
A fundação do movimento é atribuída ao Rabi Yisrael Lipkin Salanter (1810-1883), embora as raízes do movimento tenham se inspirado em ideias anteriormente expressas nos clássicos da literatura mussar. Antes da fundação do movimento mussar, mussar era uma prática do solitário buscador; graças a Salanter, tornou-se a base para um movimento popular social e espiritual.

### Rabino YIsrael Salanter
Yisrael Lipkin Salanter, um promissor jovem rabino, com excepcional conhecimento da lei judaica, que viveu em Salantai, Lituânia, foi inicialmente inspirado a dedicar sua vida à causa da propagação mussar por seu mestre Rabino Yosef Zundel Salant (1786-1866). Zundel Salant foi um estudante de rabinos Chaim Volozhin e Akiva Eiger, cujo bom coração, comportamento profundamente humilde e estilo de vida simples atraiu a atenção de Israel Salanter. Zundel Salant instou Salanter para se concentrar no mussar.
Amplamente reconhecido como um rabino de talento excepcional, Israel Salanter tornou-se chefe de uma yeshivá em Vilna, onde rapidamente tornou-se conhecido na comunidade por sua bolsa de estudos. Ele logo renunciou a esse posto para abrir seu próprio yeshivá, no qual ressaltou ensinamentos morais baseados na ética ensinada nas obras rabínicas judaicas tradicionais, especialmente na literatura mussar. Salanter se refere à sua abordagem como abordagem mussar, usando a palavra hebraica para a disciplina ou correção ética.
Na busca de incentivar o estudo da literatura mussar, Salanter republicou três obras em Vilna: Mesillat Yesharim por Moshe Chaim Luzzatto, Tikkun Midot ha-Nefesh por Salomão ibn Gabirol, e Cheshbon Ha-Nefesh por Menachem Mendel Lefin.
Ele concentrou-se particularmente sobre o ensino Judaico de ética nos negócios, dizendo que, assim como se verifica cuidadosamente para certificar-se de sua comida kosher, assim também se deve verificar para ver se o seu dinheiro é ganho em um modo kosher.
O rabino Salanter tornou-se um exemplo para a comunidade judaica lituana durante a epidemia de cólera de 1848, garantindo que o necessário trabalho de socorro durante o Shabat para os judeus fosse feito por judeus (apesar da proibição trabalhar no Shabat), e determinando que judeus cujas vidas estivessem em perigo comessem, em vez de jejuar no dia de Yom Kipur.
Em 1848, o governo Czarista governo criou a Escola Rabínica e o Seminário de Professores de Vilna. Salanter foi identificado como um candidato para ensinar na escola, mas ele recusou a posição e, temendo a reação, deixou Vilna. Salanter mudou-se para Kovno, onde estabeleceu uma yeshivá baseada no mussar em Nevyozer Kloiz, com um corpo discente de aproximadamente 150 alunos.
Em 1857, ele se mudou para a Alemanha. Nessa época, seus próprios alunos a partir de Kovno começaram a montar seus próprios yeshivot em Kelme, Telz, e em outros lugares. Salanter, mais tarde, ajudou a fundar outra instituição, o Kovno Kollel.
Na Alemanha, Salanter fundou um periódico intitulado Tevunah, dedicado em parte ao mussar. Muitos dos artigos do Rabino Salanter publicados no Tevunah foram recolhidos e publicados no Imrei Binah (1878). Sua Iggeret ha-Musar ("carta ética") foi publicado pela primeira vez em 1858 e, repetidamente, a partir de então. Muitas de suas cartas foram publicadas em Or Yisrael ("A Luz de Israel"), em 1890 (editado pelo Rabino Yitzchak Blazer). Muitos de seus discursos foram publicados no Mesmo Yisrael (1883).
Salanter também escreveu o "Ensaio sobre o tópico de reforçar aqueles que aprendem a nossa sagrada Torá", publicado em uma coletânea de ensaios intitulada Etz Peri. Este ensaio é importante para sua exploração do conceito de subconsciente, bem antes de o conceito ser popularizado por Sigmund Freud. No ensaio de Salanter, o conceito de processos conscientes ("outerness" [chitzoniut]) e subconscientes ("innerness" [penimiut]) e o papel que eles desempenham no funcionamento psicológico, emocional e moral do homem é desenvolvido. Salanter explica que é fundamental para uma pessoa reconhecer o que suas motivações subconscientes [negiot] são, e trabalhar para entendê-las. Ele também ensina que o momento para uma pessoa para trabalhar o domínio de seus impulsos subconscientes é durante os momentos emocionalmente tranquilos, quando uma pessoa está mais no controle de seus pensamentos e sentimentos. Salanter salienta que, quando uma pessoa está no meio de uma crise aguda de resposta emocional a um evento, ela não está necessariamente no controle de seus pensamentos e faculdades e não vai ter acesso a perspectivas tranquilizantes necessárias para permitir que a sua mente consciente possa interceder.
O sábio Hilel Goldberg e outros descreveram Salanter como um "psicólogo", bem como um moralista.

### Segunda geração
Depois da morte de Salanter, o movimento mussar foi liderado por seus discípulos, os quais desenvolveram o movimento de várias maneiras.
O mais velho discípulo de Salanter, o Rabino Simcha Zissel Ziv, dirigido yeshivas em Kelm e Grobin. Estes yeshivas rompeu com modelos estabelecidos de yeshivot em um número de maneiras, especialmente por dedicar tempo significativo para o estudo da mussar e pelo ensino geral, não-judaica. Simcha Zissel também escreveu discursos que envolviam profundamente questões de moral, de virtude e deu particular atenção para a importância do amor para os outros.
Um segundo aluno de Salanter, Rabino Yitzchak Blazer se tornou o rabino-chefe de São Petersburgo, na 1861-2, e mais tarde o liderou a Kovno kollel. Blazer também publicou muitos de Salanter escritos.
Um terceiro principal discípulo de Salanter, o Rabino Naftali Amesterdam, tornou-se o rabino-chefe de Helsinque.

### Terceira geração
Na geração seguinte, os líderes do movimento mussar Nosson Tzvi Finkel de Slobodka, discipulo de Zissel, e o Rabino Yosef Yozel Horwitz de Novaradok. As escolas fundadas por estes dois homens tornaram-se as maiores e mais influentes escolas de mussar. A escola de Slobodka fundada por Finkel tornou-se muito influente, mas a escola de Novaradok também ganhou seguidores significativos. Louis Jacobs descreveu a diferença entre estas duas escolas, como segue:
Em Slabodka eles ensinam: o homem é tão grandioso, como pode ele pecar? Em Navaradok eles ensinam: o homem é tão pequeno, como ousa ele pecar?

## Controvérsia
Anos mais tarde, alguma oposição ao movimento mussar desenvolveu-se em grandes segmentos da comunidade ortodoxa. Muitos se opunham ao novo sistema educacional que Yisrael Salanter estipulara, e outros cobravam que os desvios a partir de métodos tradicionais levariam a assimilação não menos certamente que o caminho da clássica Reforma do Judaísmo alemã.
Em 1897, Eliezer Gordon do Telshe yeshiva contratou um novo supervisor mussar, o Rabino Leib Chasman, que instituiu um regime mussar muito rigoroso na yeshiva. Muitos dos estudantes se opuseram a essa abordagem, o que causou a discordância entre o corpo discente. Ao mesmo tempo, a dissidência contra mussar também estourou no Slobodka Yeshiva. Um grupo de rabinos lituanos, em seguida, publicou uma declaração no jornal em hebraico Ha-Melitz em oposição ao estudo da mussar. De acordo com o Enciclopédia YIVO,
eles argumentaram que, embora o estudo dos textos morais fosse um elemento venerável, se distintamente limitado, do estudo da Torá, o santo Salanter certamente não tinha intenção de derrubar as prioridades tradicionais e certamente não de criar uma nova seita que contribuía para esse colapso do tradicional Vida judaica que alegou combater. Isso desencadeou uma onda de declarações semelhantes, contradeclarações e polêmicas para e contra o mussar na imprensa hebraica que reverberou em círculos tradicionais. Eventualmente surgiu uma espécie de equilíbrio, com mussar restando uma característica de muitas yeshivas e seus defensores e adversários mais sinceros achando por si mesmos locais distintos, mas agradáveis.

## O estudo e a prática
O site do Instituto Mussar explica que:
Mussar é um caminho de práticas contemplativas e exercícios que evoluíram ao longo dos últimos mil anos para ajudar uma alma individual a identificar e depois romper as barreiras que cercam e obstruem o fluxo de luz interior em nossas vidas. Mussar é um tesouro de técnicas e entendimentos que oferece uma orientação imensamente valiosa para a jornada de nossas vidas ...

O objetivo da prática Mussar é liberar a luz da santidade que vive dentro da alma. As raízes de todos os nossos pensamentos e ações podem ser rastreadas até as profundezas da alma, além do alcance da luz da consciência, e os métodos que mussar fornece incluem meditações, contemplações guiadas, exercícios e cantos que se destinam a penetrar para a escuridão do subconsciente, para provocar mudanças diretamente na raiz de nossa natureza.

Práticas mussar incluem estudo de textos, de meditação, no silêncio e no retiro, práticas diárias, cantando, contemplando, visualizando e fazendo ações em nome dos outros. Uma das principais práticas do movimento mussar  era estudar e meditar sobre a literatura mussar clássica. Clássicos da literatura mussar que foram muito apreciados pelo movimento mussar:
- Chovot HaLevavot, pelo Rabino Bahya ibn Paquda (século XI)
- Ma'alot HaMiddot, pelo Rabi Yehiel ben Yekutiel Anav de Roma
- Kad HaKemah, pelo Rabino Bahya ben Asher, um cabalista espanhol
- Mesillat Yesharim, e Derech Hashem, pelo Rabi Moshe Chaim Luzzatto
- Orchot Tzaddikim (Os Caminhos dos Justos), por um autor anônimo
- Tomer Devorah (A Palmeira de Débora) pelo Rabino Moisés ben Jacob Cordovero
- Shaarei Teshuvá (As Portas do Arrependimento) pelo Rabino Yona Gerondi
- Hilchot Deot por Maimônides (Rabino Moshe ben Maimon)
- Os Oito Capítulos por Maimônides (Rabino Moshe ben Maimon)
- Madreigat Ha'Adam pelo Rabino Yosef Yozel Horwitz
- Cheshbon HaNefesh (Contabilidade da Alma) , do Rabino Menachem Mendel Lefin de Satanov (baseada, em parte, ideia das treze virtudes de Benjamin Franklin)[6]
- "A Carta Mussar" a Vilna Gaon

Salanter recomendou estudar a literatura mussar em grupo. Em uma passagem, ele falou de encontros de estudo aos Sábados:
O homem ocupado faz o mal onde quer que ele vire. Seu negócio está fazendo mal, sua mente e força tornam-se confusas e sujeitas aos grilhões de cuidados e confusão. Portanto, nomeie um tempo no sábado sagrado para reunir-se em uma hora fixa ... os notáveis da cidade, a quem muitos seguirão, para o estudo da moral. Fale calmamente e deliberadamente sem brincar ou ironizar, estimar os bons traços do homem e suas falhas, como ele deve ser castigado para se afastar do último e fortalecer o primeiro. Não decida as questões de uma só vez, divida o bom trabalho entre vocês - não demorando muito tempo, sem se sobrecarregar demais. Pouco a pouco, muito será reunido ... No silêncio da reflexão, em uma deliberação razoável, cada um fortalecerá seus companheiros e curará a loucura de seu coração e eliminará seus hábitos preguiçosos.

## Após a II Guerra Mundial
Muitos dos judeus envolvidos no movimento mussar foram mortos na Shoah. Hilel Goldberg escreveu que somente antes da II Guerra Mundial que mussar  "ainda era uma comunidade viva."
Alguns alunos do movimento mussar, no entanto, estabeleceram-se na terra de Israel, e que fundaram yeshivas mussar lá.[carece de fontes?]
Enquanto muitos ex-alunos do movimento mussar radicaram-se nos Estados Unidos e estavam envolvidos em uma variedade de instituições udaicas, eles estabeleceram algumas instituições formais dedicadas ao mussar durante o século XX.
Muitas yeshivas tradicionais em todo o mundo, no entanto, continuaram a dedicar algum tempo durante a semana para mussar, e isso continua até hoje. Esta parte do tempo é dedicada ao estudo de literatura mussar.

## Reavivamento do Século XXI
No início do século XXI, uma significativa renovação do interesse no movimento ocorreu na América do Norte em vários setores do mundo judeu.
Dentro da comunidade ortodoxa, a Sociedade AishDas, fundada pelo Rabino Micha Berger, e a Fundação Salant, fundada pelo Rabino Zvi Miller, são organizações que reúnem grupos mussar, aulas e outros eventos. Elyakim Krumbain e Avi Fertig são rabinos ortodoxos que também publicaram livros e que ensinam mussar a partir de uma perspectiva ortodoxa.
Embora o movimento mussar tenha sido historicamente um movimento judaico ortodoxo, sua abordagem tem ganhado significativa relevância entre os judeus não-ortodoxos, os quais lideraram grande parte do seu reavivamento do século XXI. O Instituto Mussar, fundado por Alan Morinis, e o Centro para Mussar Contemporâneo, fundado pelo Rabino Ira F. Stone, estão entre as instituições que têm procurado difundir a prática de Mussar em um quadro não-ortodoxo. O livro Diário Santidade (2007) de Morinis e o livro Uma Vida Responsável (2007) de Stone estavam entre os mais populares, que despertaram o interesse contemporâneo no movimento mussar. Mussar tem sido descrito como "um fenômeno emergente e crescente" dentro de Reforma do Judaísmo, e os líderes do Judaísmo Conservador têm debatido se mussar deve estar no centro de sua abordagem. Geoffrey Claussen da Universidade Elom argumentou que concepção da prática jurídica do movimento mussar pode ser especialmente valiosa para o judaísmo conservador. Greg Marcus da organização Americana de Mussar argumentou que mussar pode ser acessível a muitos judeus americanos que não falam o hebraico, e pode ser adaptado para as necessidades espirituais dos judeus americanos.
Alguns grupos mussar não têm nenhuma conexão com as sinagogas, mas um número de sinagogas começou programas para o estudo da mussar. Existem também comunidades on-line dedicadas à exploração de mussar e desenvolvimento de traços de caráter.
A prática de mussar foi incorporada ao currículo em  escolas judáicas, tais como a Academia Gann e na escola rabínica, tais como a Academia para a Religião Judaica (Califórnia) e o Faculdade Reconstructionista Rabínica.
Alguns professores têm recomendado a prática de mussar não só para os judeus, mas também entre os não-judeus. Como o site do Instituto Mussar explica:
A comunidade judia ortodoxa gerou mussar para ajudar as pessoas a superar os obstáculos internos que os impedem de cumprir as leis e os mandamentos - as mitzvot - que formam o código da vida. Essa comunidade tende a ver mussar como inseparável de suas próprias crenças e práticas, mas a realidade humana que mussar aborda é realmente universal, e os presentes que ela oferece podem ser usados por todas as pessoas.
A prática do mussar também pode ser encontrada entre Judeus Messiânicos.